# 33 Близнецов
33 Близнецов (лат. 33 Geminorum), OV Близнецов (лат. OV Geminorum), HD 49606 — кратная звезда в созвездии Близнецов на расстоянии приблизительно 725 световых лет (около 223 парсек) от Солнца. Видимая звёздная величина звезды — от +5,95m до +5,85m. Возраст звезды определён как около 89 млн лет.

## Характеристики
Первый компонент (HD 49606Aa) — бело-голубая вращающаяся переменная звезда типа SX Овна (SXARI) спектрального класса B6IV, или B7III, или B8IIIMnHgSi, или B8HewkMnHgSi, или B8. Масса — около 4,918 солнечных, радиус — около 3,53 солнечных, светимость — около 389,942 солнечных. Эффективная температура — около 13677 К.
Второй компонент (HD 49606Ab) — жёлто-белая звезда спектрального класса F1V. Масса — около 1,55 солнечной, радиус — около 1,45 солнечного. Орбитальный период — около 148,3 суток.
Третий компонент — коричневый карлик. Масса — около 22,5 юпитерианских. Удалён в среднем на 2,543 а.е..
Четвёртый компонент (HD 49606B) — жёлто-белая звезда спектрального класса G-F. Видимая звёздная величина звезды — +13m. Радиус — около 1,95 солнечного, светимость — около 4,004 солнечных. Эффективная температура — около 5841 К. Удалён на 27,5 угловых секунды.